# Classics Illustrated
Classics Illustrated — серия американских комиксов, в которой представлены адаптированные литературные произведения: такие как «Отверженные», «Моби Дик», «Гамлет» и «Илиада». Созданная Альбертом Кантером (Albert Kanter), серия начала издаваться в 1941 году, а последний выпуск вышел в 1971 году; всего вышло в свет 169 выпусков. После «смерти» серии различные компании переиздавали её под своими названиями.

## История публикации

### Классические комиксы
Родившийся в Российской империи издатель Альберт Льюис Кантер (1897—1973) создал «Classics Illustrated» (классические комиксы) для издательской компании «Эллиот» в 1941 году: его дебютной работой стали «Три мушкетера», за которой последовали «Айвенго» и «Граф Монте-Кристо». В дополнение к самим литературным адаптациям, выпуски содержали краткую информацию об авторах и рекламу следующего выпуска. В более поздних выпусках на задних обложках появился каталог изданных наименований и форма для заказа подписки на серию. Считая формат комикса привлекательным для читателя, Альберт Кантер полагал, что, использую «новую среду», он сможет познакомить молодых читателей, неохотно берущих в руки толстые тома, с «великой литературой».
Первые пять выпусков публиковались нерегулярно и под общим заголовком «Classic Comics Presents» — а шестой и седьмой выпуски вышли под заголовком «Classic Comics Library»; их цена составляла десять центов. «Арабские ночи» (выпуск № 8), иллюстрированные Лилиан Честни, являются первым выпуском, использовавшим название «Classics Comics».
В 1942 году, при подготовки к печати четвёртого выпуска — «Последний из могикан» — Кантер офис на новый адрес, а название компании было изменено «Gilberton Company, Inc.». Репринты предыдущих изданий начались уже в 1943 году. Дефицит бумаги, связанный со Второй мировой войной, вынудил Кантера сократить 64-страничный формат издания до 56 страниц.
«Classics Illustrated» отмечают сегодня за зачастую яркие и броские обложки, привлекающие коллекционеров. Список художников, работавшей над серией, включает в себя Лилиан Честни («Арабские ночи», № 8 и «Путешествия Гулливера», № 16), Уэбб и Брюстер («Франкенштейн», № 26), Мэтт Бейкер («Lorna Doone», № 32) и Генри Карл Кифер (вторая обложка для «Принц и нищий», № 29, «Приключения Шерлока Холмса», № 33 и «Последние дни Помпеи», № 35).
Некоторые издание выходили в специальных подарочных коробках, упакованные по трое или четыре, и содержавшие работы на одну тему — например, приключения или детектив. «Доктор Джекил и мистер Хайд» (№ 13), как и «Хижина дяди Тома» (№ 15) были упомянуты в печально известной книге психолога Фредрика Вертема «Соблазнение невинных» (Seduction of the Innocent) 1954 года, осуждавший комиксы как жанр. В XXI века оригинальная серия «Classic Comics» в хорошем состоянии имеет цену в тысячи долларов США.

### Classics Illustrated
Название серии было изменено на «Classics Illustrated» в марте 1947 года — выпуска под номером 35, «Последние дни Помпеи». В 1948 году рост расходов на бумагу ещё более сократил количество страниц в изданиях — до 48. В 1951 году тип обложки был изменён (с № 81), а цена была повышена с 10 до 15 центов (а позднее — и до 25 центов). В дополнение к «Classics Illustrated», Кантер возглавлял работу над спин-офф сериями: «Classics Illustrated Junior» (1953), «Specials» и «The World Around Us». Между 1941 и 1962 годами общие продажи комиксов всех этих серий составили 200 миллионов экземпляров.
Публикация новых изданий прекратилась в 1962 году по различным причинам: во первых, компания потеряла приоритет в рассылке 2-го класса от американской почты, кроме того — на рынке появились дешевые книги в мягкой обложке (подобные CliffsNotes), а телевидение в те годы постепенно отвлекло читателей от литературы как таковой.
Последний новый выпуск Кантера увидел свет в августе 1962 года («Фауст»), хотя у издателя были планы и на другие выпуски: они были впоследствии напечатаны за пределами США. В 1967 году Кантер продал свою компанию католическому изданию «Twin Circle» и его издателю Patrick Frawley — чья компания, Frawley, выпустила ещё два номера, но затем главным образом сконцентрировала своё внимание на зарубежных продажах и переиздании более ранних выпусков. Через четыре года Twin Circle прекратила серию окончательно: по причине низких продаж. После «смерти» серии различные компании переиздавали её под своими названиями. К началу 1970-х годов издание как «Classics Illustrated», так и спин-оффа «Junior» были полностью прекращены — хотя бренд «Classics Illustrated» и использовался в сериях телепередач.